# Hyporhagus clavicornis
Hyporhagus clavicornis is een keversoort uit de familie somberkevers (Zopheridae). De wetenschappelijke naam van de soort werd in 1883 gepubliceerd door Charles Oberthür.